# Pseudocuphosis tristis
Pseudocuphosis tristis is een keversoort uit de familie zwamspartelkevers (Melandryidae). De wetenschappelijke naam van de soort werd in 2002 gepubliceerd door Nikolay Borisovich Nikitskiy.